# خط ساخن

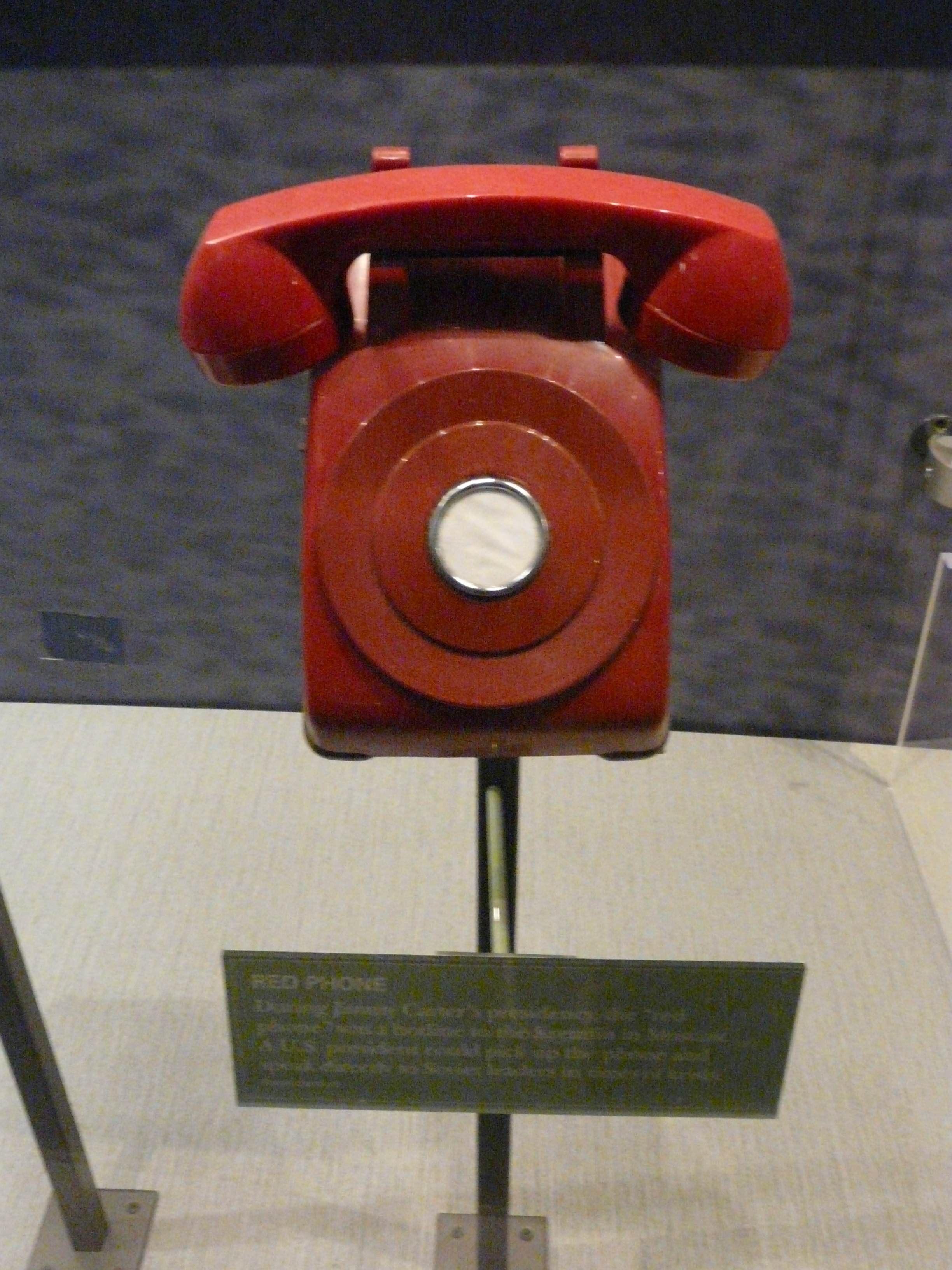

الخطّ الساخن هو عبارة عن ناقل معلومات بين نقطة وأخرى يوجّه المكالمة الصوتية تلقائيًّا إلى الوجهة المحددة مسبقًا دون أن يتخذ المستخدم أي إجراء إضافيّ عندما يكون الجهاز المستقبل مشغولًا. يُعتبر الهاتف الذي يتصل تلقائيًا بخدمات الطوارئ عند رفع سماعة جهاز الاستقبال أحد الأمثلة على الخطّ الساخن. لذلك، لا تحتاج الهواتف المخصصة للخط الساخن أي قرص دوار أو لوحة مفاتيح. يمكن أن يُطلق على الخط الساخن أيضًا اسم الإشارة التلقائية، أو خدمة الخط المشغول.

## خدمة الخط الساخن للأزمات والخدمات
لا يمكن استخدام الخطّوط الساخنة الحقيقية لإجراء مكالمات إلى وجهات لم تحدد مسبقًا، ومع ذلك، يشير الخط الساخن في الاستخدامين العامّ والعامي عادةً إلى مركز اتصال يمكن الوصول إليه عن طريق الاتصال برقم هاتف قياسي، أو برقم الهاتف نفسه في بعض الأحيان، وهذا -تمامًا- هو الحال مع وجود أرقام غير تجارية تعمل على مدار 24 ساعة، كخطوط الشرطة أو الخطوط الساخنة الخاصة بتقديم الدعم النفسي للمقدمين على الانتحار التي تعمل على مدار الساعة. على الرغم ممّا سبق فإنّنا نرى -وعلى نحو متزايد- انتشار مصطلح «الخط الساخن» لتوصيف أي رقم هاتف خاص بخدمة العملاء.

## الخط الساخن بين البلدان

### بين الولايات المتحدة الأمريكية وروسيا
يعتبر الخط الساخن بين موسكو وواشنطن الخط الساخن الأكثر شهرة بين الدول، ويُعرف أيضًا باسم «الهاتف الأحمر»، دون أن تُستخدم هذه الهواتف لهذا الغرض حتى الآن. أنشئ رابط الاتصال المباشر بين الولايات المتحدة الأمريكية وروسيا في 20 يونيو عام 1963، في أعقاب أزمة الصواريخ الكوبية، واستخدمت فيه تكنولوجيا الاتصالات عن بعد، واستبدل لاحقًا بالناسخ البرقي وبالبريد الإلكتروني.

### بين الولايات المتحدة والمملكة المتحدة
وُجد خلال الحرب العالمية الثانية -وقبل عقدين اثنين من إنشاء الخطّ الساخن بين موسكو وواشنطن- خط ساخن بين مقر الإقامة الرسمية ومكتب رئيس وزراء بريطانيا 10 داوننغ ستريت وغرف الحرب المحصنة تحت الأرض في وزارة المالية الواقعة في شارع وايتهول من جهة، وبين البيت الأبيض في واشنطن، عاصمة الولايات المتحدة الأمريكية، من جهة أخرى، وكان ذلك بين عامي 1943 و 1946. استخدم لتأمين طريقة الاتصال هذه جهاز تشفير صوتي يُسمّى سيغسالي SIGSALY .

### بين روسيا والصين
استخدم الخط الساخن بين روسيا والصين خلال المواجهة الحدودية بين البلدين عام 1969، على الرغم من رفض الصين لمحاولات السلام الروسية وإنهاء البلدين لاتصالات الخط الساخن بينهما بعد فترة وجيزة من إنشائه، إلى أن أُعيد تشغيله في عام 1996بعد إجراء مصالحة بين البلدين.

### بين روسيا وفرنسا
أعلن الرئيس الفرنسي شارل ديغول، أثناء زيارته للاتحاد السوفييتي عام 1966، عن نيته منافشةَ إنشاء خطّ ساخن بين باريس وموسكو، طُوّر الخط المباشر، في عام 1989، من مبرقة مباشرة إلى جهاز فاكس عالي السرعة.

### روسيا والمملكة المتحدة
لم يؤسّس الخط الساخن بين لندن وموسكو -بشكل رسميّ- إلى أن وُقعت معاهدة صداقة بين البلدين في عام 1992. وأُعلن عن ترقيته في عام 2011 إبان زيارة وزير خارجية المملكة المتحدة وليام هيغ إلى موسكو.

### الخط الساخن بين الهند وباكستان
وافقت الهند وباكستان في 20 يونيو من عام 2004 على تمديد حظر التجارب النووية وإنشاء خط ساخن بين وزيري خارجية إسلام أباد ونيودلهي بهدف منع وقوع أي سوء تفاهم بين البلدين من الممكن أن يؤدي إلى حرب نووية. ساعد بعض ضباط الجيش الأمريكي بإنشاء الخط الساخن بين البلدين.

### الولايات المتحدة الأمريكية والصين
أنشأت الصين والولايات المتحدة خطًا ساخنًا بين وزارتي الدفاع في البلدين في عام 2008، ونادرًا ما يستخدم هذا الخط في الأزمات.

### الصين والهند
أعلنت الهند والصين إنشاء خط ساخن بين وزيري خارجية البلدين مع التأكيد على تعزيز العلاقات بينهما وبناء »ثقة سياسية متبادلة«. لم يشغل الخط الساخن بين البلدين حتى شهر أغسطس من عام 2015.

### الصين واليابان
أعطى النزاع الذي نشأ بين الصين واليابان على جزر سينكاكو قوّة دافعة جديدة لإنشاء خطّ ساخن بين البلدين، اتفق الطرفان على تأسيس هذا الخط، ولكنّ تصاعد التوترات بينهما حال دون تأسيسه.

### كوريا الشمالية وكوريا الجنوبية
يوجد بين كوريا الشمالية وكوريا الجنوبية أكثر من 40 خط ساخن، افتُتح أولها في شهر سبتمبر من عام 1971. تمرّ معظم هذه الخطوط الساخنة عبر المنطقة الأمنية المشتركة الواقعة في قرية بان مون جوم الحدودية، وتتولى منظمة الصليب الأحمر الدولية مسؤولية حمايتها. عطّلت كوريا الشمالية منذ عام 1971 الخطوط الساخنة بين البلدين سبع مرات كان آخرها في شهر فبراير من عام 2016. إلى أن أُعيد تشغيلها بعد خطاب السنة الجديدة الذي ألقاه كيم جونغ أون في الثالث من يناير عام 2018.

### الولايات المتحدة الأمريكية والهند
بدأ الخط الساخن بين نيودلهي والبيت الأبيض بالعمل في شهر أغسطس من عام 2015، إذ اتُخذ قرار إنشائه خلال الزيارة التي قام بها الرئيس الأمريكي -آنذاك- باراك أوباما إلى الهند في شهر يناير من عام 2015، وكان هذا الخط هو الأول من نوعه الذي يربط رئيس الوزراء الهندي مع رئيس دولة.